# Timo Karppinen
Timo Karppinen, född den 26 december 1967, är en finländsk orienterare som tagit fyra VM-silver och ett VM-brons.